# Оријентација тоалет папира
Неки држачи ролни тоалет папира или диспензери дозвољавају да тоалет папир виси испред (преко) или иза (испод) ролне када је постављена паралелно са зидом. Ово дели мишљења о томе која је оријентација боља. Аргументи се крећу од естетике, гостопримства, лакоће приступа и чистоће, до штедње папира, лакоће откидања листова и компатибилности са кућним љубимцима.
Ово питање је било тема колумне Ask Ann Landers из 1977. године, где је повремено разматрано и често помињано. У говору из 1986. године, Ландерсова је тврдила да је то била најпопуларнија колумна, која је привукла 15.000 писама.
Студија случаја "оријентације тоалет папира" коришћена је као наставно средство за подучавање студената социологије у пракси друштвеног конструктивизма.

## Аргументи
Главни разлози које људи наводе да објасне зашто окачују свој тоалет папир на одређени начин су лакоћа хватања и навика.
Позиција преко смањује ризик од случајног додиривања зида или ормарића зглобовима, што потенцијално преноси прљавштину и микробе; олакшава визуелно лоцирање и хватање слободног краја; даје могућност савијања последњег листа да покаже да је соба очишћена; и генерално је намењени смер гледања за произвођачев бренд, тако да узорковани тоалет папир изгледа боље на овај начин.
Позиција испод пружа уреднији изглед, јер се слободни крај може више сакрити од погледа; смањује ризик да мало дете или кућни љубимац попут мачке одмота тоалет папир када удара по ролни; и у камп кућици може смањити одмотавање током вожње.
Присталице су тврдиле да сваки метод олакшава цепање тоалет папира на граници перфорираног листа.
Позиција преко је приказана у илустрацијама са првим патентима за слободно висеће држаче тоалет ролни, издатим 1891. године.
Доступни су различити диспензери тоалет папира који избегавају питање оријентације преко или испод; на пример, диспензери за појединачне листове, диспензери џиновских ролни у којима је тоалет ролна окомита на зид, и диспензери са двоструким ролнама. Развијени су окретни диспензери тоалет папира који дозвољавају да се папир одмотава у било ком смеру.

### Јавно мњење
У различитим анкетама, око 70% људи преферира позицију преко. На основу анкете од 1.000 Американаца, Kimberly-Clark (Cottonelle) је известио да су "преко" присталице вероватније од "испод" присталица да примете смер ролне (~75 процената), да буду нервозне када је смер "неисправан" (~25 процената), и да су окренуле смер у кући пријатеља (~30 процената). Исту тврдњу даје Џејмс Баклијева The Bathroom Companion за људе старије од 50 година. Оријентација тоалет папира се понекад помиње као препрека за брачне парове. Питање се може јавити и у предузећима и јавним местима. На Амундсен-Скотовој истраживачкој станици на Јужном полу, подношене су жалбе о томе како да се инсталира тоалет папир. Није јасно да ли је једна оријентација економичнија од друге. Orange County Register приписује Planet Green тврдњу да преко штеди на потрошњи папира.

## Употреба у друштвеним студијама
Студија случаја "оријентације тоалет папира" је важно наставно средство за подучавање студената социологије у пракси друштвеног конструктивизма.
У чланку "Bathroom Politics: Introducing Students to Sociological Thinking from the Bottom Up", професор социологије на Eastern Institute of Technology Едгар Алан Бернс описује неке разлоге зашто политика тоалет папира заслужује испитивање. Првог дана Бернсовог уводног курса социологије, он пита своје студенте: "На који начин мислите да ролна тоалет папира треба да виси?" У наредних педесет минута, студенти испитују зашто су изабрали своје одговоре, истражујући друштвена конструкција "правила и пракси о којима никада раније нису свесно размишљали". Бернсова активност је усвојена у курсу друштвене психологије на Универзитету Нотр Дам, где се користи за илустровање принципа Бергерове и Лукманове класике из 1966. The Social Construction of Reality. Кристофер Петерсон, професор психологије на Универзитету Мичиген, класификује избор оријентације тоалет папира под "укуси, преференце и интересовања" за разлику од вредности или "ставови, особине, норме и потребе". Остала лична интересовања укључују нечију омиљену колу или бејзбол тим. Интересовања су важан део идентитета; очекује се и преферира да различити људи имају различита интересовања, што служи нечијем "осећају јединствености".
Разлике у интересовањима обично доводе најмање до задиркивања и благог укоравања. За већину људи, интересовања не изазивају озбиљне поделе изазване сукобима вредности; могући изузетак је оно што Петерсон назива "људи 'нађи себи живот' међу нама" који подижу интересовања на морална питања.
Morton Ann Gernsbacher, професорка психологије на Универзитету Висконсин-Медисон, пореди оријентацију тоалет папира са оријентацијом прибора за јело у машини за судове, избором које фиоке у комоди да стави чарапе, и редоследом шампонирања косе и сапунисања тела под тушем. У сваком избору, постоји прототипско решење које бира већина, и заводљиво је понудити поједностављена објашњења како мањина мора бити другачија. Она упозорава да експерименти неуроимиџинга—који су од 2007. године почели да истражују понашања од менталне ротације и израза лица до куповине намирница и гoлицања—морају да се труде да избегну такву културну пристрасност и стереотипе.
У својој књизи Conversational Capital, Бертранд Цесвет даје постављање тоалет папира као пример ритуализованог понашања—једног од начина на које дизајнери и маркетинг стручњаци могу створити незаборавно искуство око производа које доводи до усменог преношења. Цесветови други примери укључују тресење кутије Tic Tac и расецање Oreo колачића.

## У популарној култури
У епизоди ток-шоуа Oprah Winfrey из 1980-их, Винфријева је рекла да је "девојка преко", и када је питала публику за њихову преференцу, 32% који су фаворизовали конфигурацију "испод" су били изжвиждани.
2016. године, стручњакиња за односе Гилда Карл створила је "Тест личности тоалет папира", анкетирајући 2000 људи о њиховој преференци ролне и питајући колико се асертивни сматрају у односима. Закључила је да су "људи који ролују преко доминантнији од оних који ролују испод".

## Bibliografija
Landers, Ann (1977), „Ann Landers”, Boston Globe, стр. b4
Landers, Ann (1977), „A flimsy issue”, Boston Globe, стр. 17
Landers, Ann (1977), The heroines of the household
Landers, Ann (1989), „Toilet paper debate gets rolling again”, Chicago Tribune
Landers, Ann (1992), „Toilet tissue issue refuses to roll over”, Chicago Tribune
Star, The Toronto (1986), „Hang toilet paper over top of roll, Ann Landers says”, The Toronto Star, стр. a4
„American Standard Bathroom Habits Survey Shows We're Multitasking, Even in the Bath (press release)”. American Standard Press. 2008. Архивирано из оригинала 23. 08. 2016. г. Приступљено 23. 05. 2025.
Barrett, Erin; Mingo, Jack, ур. (2003). W. C. Privy's Original Bathroom Companion, Number 2. St. Martin's Press. ISBN 0-312-31580-5.
Buckley, James (2005). The Bathroom Companion: A Collection of Facts About the Most-Used Room in the House. Quirk Books. ISBN 1-59474-028-3.
Burns, Edgar Alan (2003). „Bathroom Politics: Introducing Students to Sociological Thinking from the Bottom Up”. Teaching Sociology. 31 (1): 110—118. JSTOR 3211429. doi:10.2307/3211429.
Carpenter, Richard P. (1999). „It's swimming vs. snoozing”. The Boston Globe. стр. M4.
Cesvet, Bertrand; Babinski, Tony; Alper, Eric (2008). Conversational Capital: How to Create Stuff People Love to Talk About. Pearson Education. ISBN 978-0-13-714550-8.
Collett, Jessica (2008), „Class 4: Social Construction of Reality”, Notre Dame OpenCourseWare, Архивирано из оригинала 2010-06-29. г.
„At long last, I can escape from my Polar prison”, Daily Express, стр. 38—39, 1999
Darbo, Paul (2007), „This Way In: The Sound and the Fury: ELSEWHERE IN THE BIN (letters to the editor)”, Esquire, 147, стр. 22
Ebenkamp, Becky (2004), „Out of the Box”, Brandweek
Elliott, Carson (2006). „The proper thing: Position plates so that meat is closest to diner, unless dishes display pictures”. Augusta Chronicle. стр. G02.
Floyd, Jacquielynn (1999). „Inventor rolls out solution to toilet paper war”. The Dallas Morning News. стр. 15A.
Garton, Nicole (2005). „Over or under? The great toilet paper debate continues”. Tulsa World. стр. D10.
Gernsbacher, Morton Ann (2007), „Presidential Column: Neural Diversity”, Observer, Association for Psychological Science, 20 (3), стр. 5, 15
Grant, Michael (1991). „Paper chase unravels at 30,000 feet”. The San Diego Union-Tribune. стр. C-1.
Grant, Michael (1991). „Toilet paper theorist is on a roll, but issue is still under scrutiny”. The San Diego Union-Tribune. стр. D-1.
Henry, Bonnie (1999). „The key role of toilet paper has columnist's eyes rolling”. The Arizona Daily Star. стр. 3E.
Jarski, Rosemarie; Jarski, Milena (2007). How to Do Everything!. Globe Pequot. стр. 143. ISBN 978-1-84537-415-0.
Hogan, Eve Eschner; Hogan, Steve (2000). Intellectual Foreplay: Questions for Lovers and Lovers-To-Be. Hunter House.
Kanner, Bernice (1995). Are You Normal?: Do You Behave Like Everyone Else?. St. Martin's Paperbacks. ISBN 0-312-95592-8.
Keeran, James (1993), „Professor Jaggi // Rocket Scientist”, The Pantagraph, стр. C1
Lind, Angus (1992). „In a spin over tissue issue”. Times-Picayune. стр. E1.
Lui, John (2009). „Hip night owl”. The Straits Times.
McNatt, Cindy (2010), „Easy ways to go green for Earth Day”, The Orange County Register, „Planet Green says that if you hang your toilet paper roll so the paper comes out over the top, not from under, you'll save on toilet paper.”
Mitchell, Kathy; Sugar, Marcy (2005). „Friend's abuse should be reported”. Annie's Mailbox. стр. 6  — преко Vernon Daily Record.
Nerbas, Reena (2009). „Pesky glue: Peanut butter to the rescue”. Winnipeg Free Press. стр. D2.... * O'Connor, David (2005). Henderson's House Rules: The Official Guide to Replacing the Toilet Paper and Other Domestic Topics of Great Dispute. East Quincy Publishing. ISBN 0-9764078-0-9.
Ode, Kim (2010). „psst...”. Star-Tribune. стр. 1E.
Pierson, Amy (2004), „Dick Clark Helps Usher in a New Year of Softness (press release)”, Market Wire
Peterson, Christopher (2006), A Primer in Positive Psychology, Oxford: Oxford University Press
„Cottonelle on a Roll With Consumers”. Progressive Grocer. 2010.
Rosencrans, Joyce (1998), „To fold or not to fold/ guest-bathroom tissue”, The Cincinnati Post, стр. 1C
Rubin, Neal (1989), „From socks to toilet paper roll, answers unfold in U.S. survey”, Toronto Star, стр. LIFE L2
Steve (2009). „Toilet Paper Orientation Re: Brandweek 2009”. Архивирано из оригинала 2017-02-02. г.
Weingarten, Gene (2008). „Chatological Humor”. The Washington Post.
Wolf, Sharyn (1999). So You Want to Get Married: Guerrilla Tactics for Turning a Date into a Mate. Plume. ISBN 9780452280120.
Zayas, Alexandra (2009). „Inventors gather in Ybor City to pitch for Pitchmen”. St. Petersburg Times. Архивирано из оригинала 2009-12-09. г.